# 爱国社
爱国社（西班牙語： Sociedad Patriótica)是19世纪初西班牙帝國境內一個主張委内瑞拉独立的团体。原本這一團體主要讨论文学和历史。1807年，玻利瓦爾邀集社团成员聚会，號召大家反对西班牙帝國並支持委內瑞拉獨立。1810年4月19日，委內瑞拉獨立戰爭爆發。7月，胡安·傑曼·羅西奧將社團改組為愛國社。12月，玻利瓦尔和弗朗西斯科·德·米蘭達返回委內瑞拉参加爱国社活动，该團體逐漸成为支持委內瑞拉獨立的政治组织。1811年7月，爱国社向委内瑞拉第一届国民大会請願，要求宣布委內瑞拉独立。委内瑞拉第一届国民大会于7月5日通过《委內瑞拉独立宣言》，宣佈委内瑞拉共和国成立。爱国社不久停止運作，而且組織內大部分成員加入委內瑞拉第一共和國民兵部隊。
爱国社創辦了一家報刊，名為委内瑞拉爱国者报（El Patriota de Venezuela）。 